# Déjà mort
Pour plus de détails, voir Fiche technique et Distribution.
Déjà mort est un film français réalisé par Olivier Dahan, sorti le 22 avril 1998.

## Synopsis
Laure a vingt ans, elle est belle, elle veut réussir. Follement amoureux d'elle, Andréa la présente à David et Romain, deux flambeurs de Nice. Ils ont monté une agence de photos érotiques, et Laure pourra certainement leur rapporter beaucoup. Entre rêve et cauchemar, Laure et Andréa vont s'éblouir d'argent facile, de sexe et de cocaïne, pour se retrouver enfermés dans un piège doré.

## Fiche technique
- Titre : Déjà mort
- Réalisation : Olivier Dahan
- Scénario : Olivier Dahan et Olivier Massart
- Production : Yves Attal et Romain Brémond
- Musique : Bruno Coulais
- Photographie : Pierre David
- Costumes : Gigi Lepage
- Montage : Juliette Welfling
- Distribution des rôles : Jeanne Biras et Philippe Sol
- Costumes : Gigi Lepage
- Pays d'origine :  France
- Format : couleurs
- Genre : drame
- Durée : 108 minutes
- Date de sortie : 22 avril 1998
- Film interdit aux moins de 12 ans lors de sa sortie en France

## Distribution
- Romain Duris : Romain
- Benoît Magimel : David
- Zoé Félix : Laure
- Clément Sibony : Andréa
- Carlo Brandt : Mallo
- Isaac Sharry : Alain
- Yves Beneyton : le père de David
- Ashley Wanninger : Nils
- Cylia Malki : Chloé
- Julie Cittadini : Céline
- Tara Dreyfous : Jade
- Saskia Mulder : Petra
- Didier Menin : Le réalisateur du film porno
- Caroline Salesses : Estelle
- Olivia Del Rio : Debbie
- Irina Kroutikova : la tchèque chez Mallo
- Laure Sainclair : Actrice porno
- Chipy Marlow : Actrice porno
- Zabou : Actrice porno
- Magella Pepino : Actrice porno
- Coralie Trinh Thi : Actrice porno

## Critiques
- "Une peinture sans fard du cinéma porno" : Les Inrocks
- "Déjà Mort, un film noir... Déjà culte" : Libération